# Міжнародний аеропорт Кейптаун
Міжнародний аеропорт Кейптаун (IATA: CPT, ICAO: FACT) — основний міжнародний аеропорт, що обслуговує місто Кейптаун, і є другим за завантаженістю аеропортом у Південній Африці та шостим за завантаженістю в Африці. Аеропорт був відкритий у 1954 році замість попереднього, Wingfield Aerodrome. CPT є єдиним аеропортом у столичному регіоні Кейптауна, який пропонує регулярні пасажирські перевезення. Аеропорт має внутрішні та міжнародні термінали, що з’єднані загальним центральним терміналом.
Аеропорт має прямі рейси з двох інших основних міських районів Південної Африки, Йоганнесбурга та Дурбану, а також рейси до менших центрів Південної Африки. На міжнародному рівні він здійснює прямі рейси до кількох пунктів призначення в Африці, на Близькому Сході, в Азії, Європі та Сполучених Штатах . У 2011 році авіамаршрут між Кейптауном і Йоганнесбургом був дев’ятим у світі за завантаженістю, ним скористались приблизно 4,5 мільйони пасажирів. 

## Історія
Аеропорт DF Malan був відкритий у 1954 році, через рік після відкриття аеропорту Яна Смутса (тепер Міжнародний аеропорт імені О. Р. Тамбо) на Вітватерсранді поблизу Йоганнесбурга. Аеропорт замінив попередній аеропорт Кейптауна, Wingfield Aerodrome. Спочатку названий на честь тодішнього прем’єр-міністра Південної Африки, він пропонував два міжнародні рейси: прямий рейс до Британії та другий рейс до Британії через Йоганнесбург. 
З падінням апартеїду на початку 1990-х років право власності на аеропорт було передано від штату новоствореній компанії аеропортів Південної Африки , а аеропорт було перейменовано на політично нейтральний Нимбурка.  Південноафриканські авіалінії відкрили маршрут до Маямі в грудні 1992 року на Boeing 747.   У січні 2000 року перевізник замінив його на рейс до Атланти, вихідний етап якого включав зупинку у Форт-Лодердейлі. 
У перші роки 21-го століття в аеропорту спостерігався величезний ріст; з обслуговування 6,2 мільйона пасажирів на рік у 2004–05 роках, аеропорт досяг піку в 8,4 мільйона пасажирів на рік у 2007–08 роках, перш ніж впасти до 7,8 мільйонів у 2008–09 роках. У червні 2008 року Delta Air Lines розпочала рейс до Нью-Йорка через Дакар. На маршруті використовувався Boeing 767.   Натомість Delta почала літати до Атланти наступного червня. Однак у вересні 2009 року компанія припинила цей маршрут.   У грудні 2011 року Malaysia Airlines припинила польоти в Буенос-Айрес.  
У 2016 році кількість міжнародних прийнятих рейсів в аеропорту збільшилася на 29%; У 2016 році аеропорт також обслуговував 10 мільйонів пасажирів на рік. United Airlines розпочала сезонні рейси до Ньюарка на Boeing 787 у грудні 2019 року.  У 2022 році вони стали цілорічними.  У жовтні 2023 року South African Airways урочисто відкриє сполучення з Сан-Паулу на літаках Airbus A330.  

### Перейменування
16 квітня 2018 року газета Cape Times повідомила, що 22 березня 2018 року міністр транспорту Бонгінкосі Нзіманде наказав ACSA змінити назву Міжнародного аеропорту Кейптаун на Міжнародний аеропорт імені Нельсона Мандели.  Зміна назви обговорювалася, але жодна зміна назви ще не була опублікована в Урядовому віснику. 
5 березня 2019 року EFF подав до парламенту подання про перейменування міжнародного аеропорту Кейптауна на честь ікони боротьби з апартеїдом Вінні Мадікізели-Мандели. Хоча члени спільноти Khoi наполягали на тому, щоб аеропорт назвали на честь Krotoa.  Одним із аргументів опозиції було те, що парламент не має конституційних повноважень вирішувати питання про будь-яку зміну назви та що питання зміни назв покладено на Раду географічних назв Південної Африки (SAGNC). Подання про перейменування не мало успіху. 
Доки зміна назви не буде опублікована в Урядовій газеті, він залишається міжнародним аеропортом Кейптаун. У лютому 2021 року Cape Times повідомила, що запропонована зміна назви аеропорту була «тихенько скасована». 

## Розробки

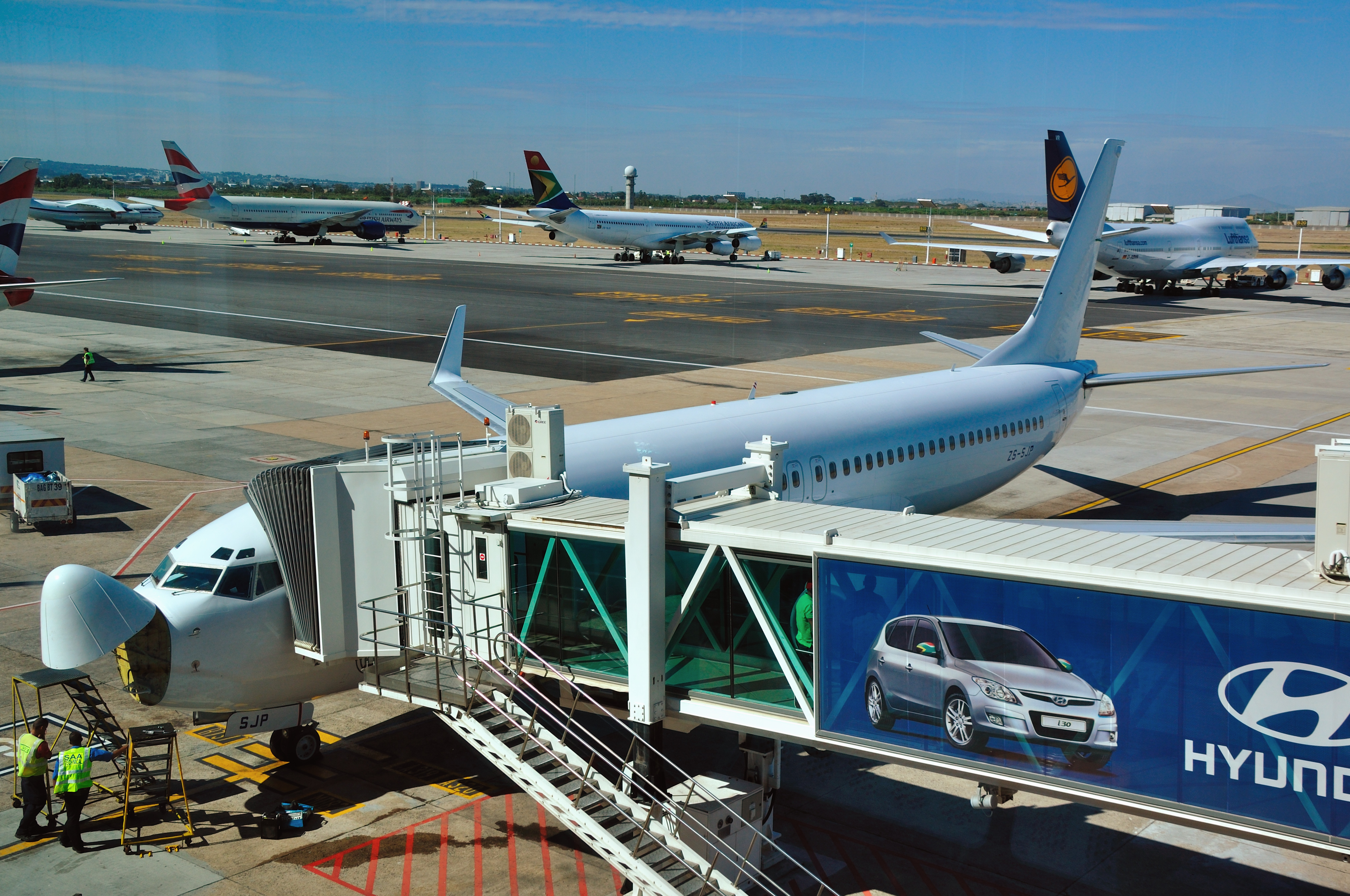
Вид на фартух

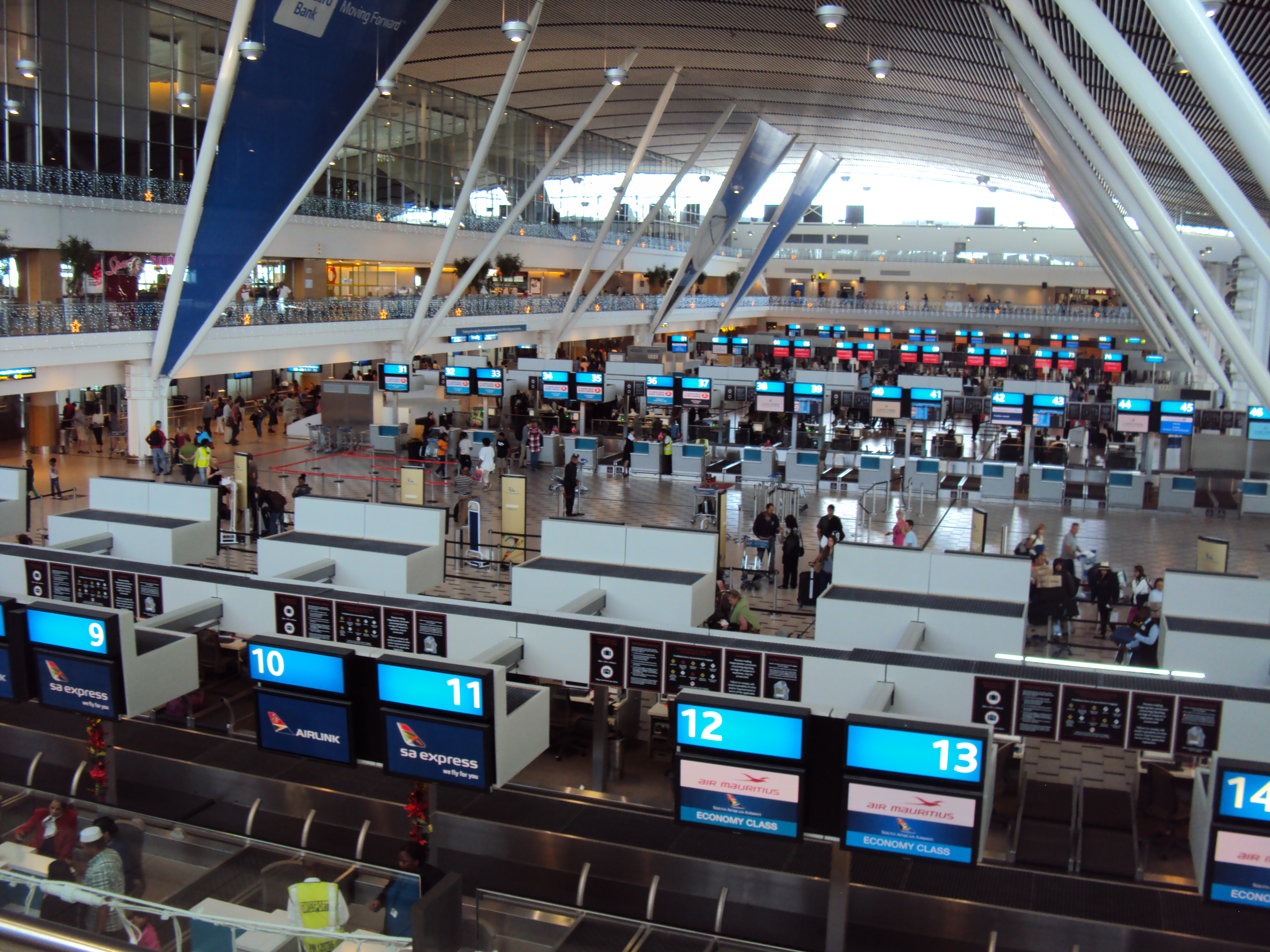
Зал реєстрації

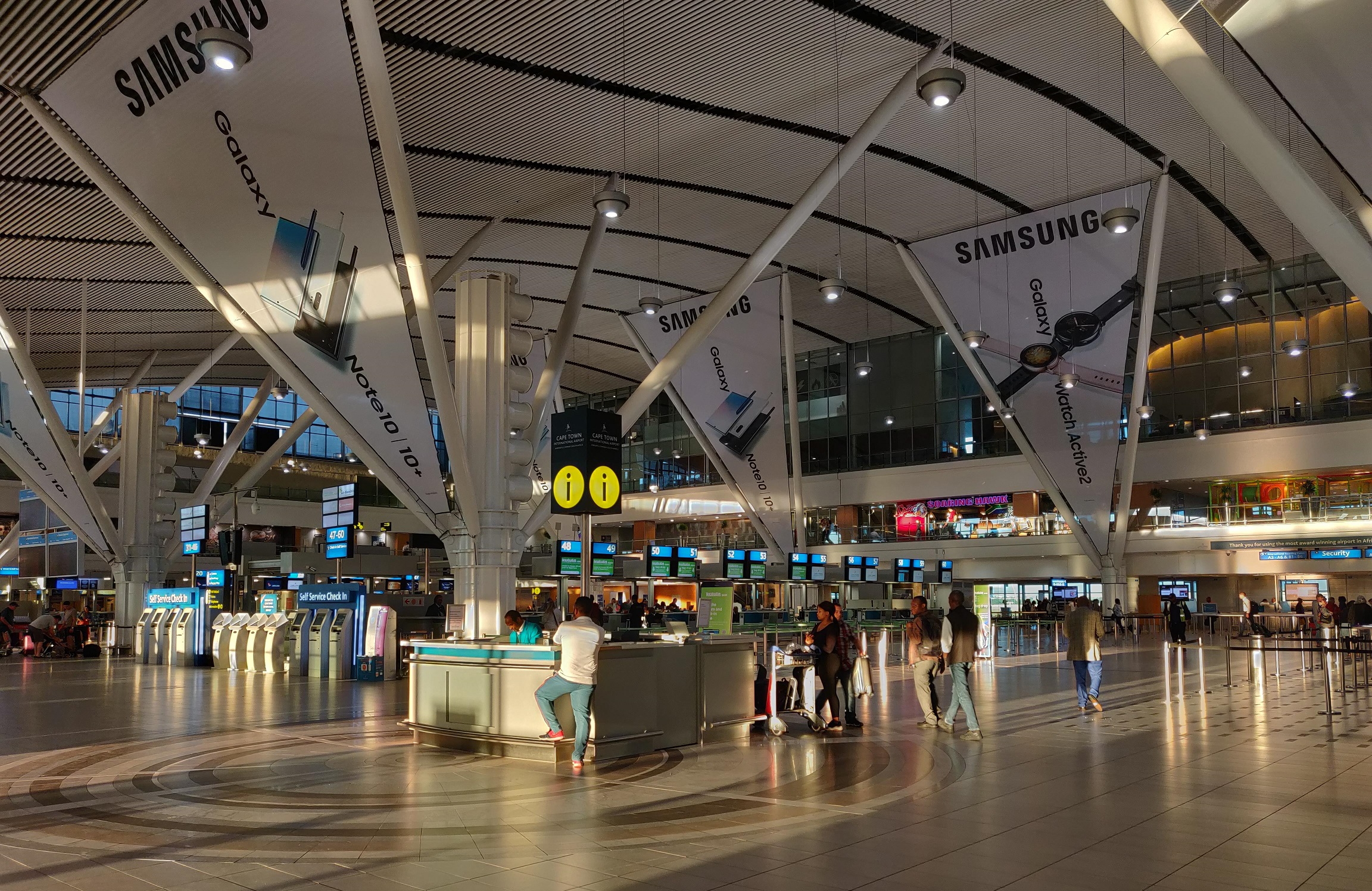
Зона місцевих і міжнародних відправлень на верхньому поверсі Центрального терміналу.

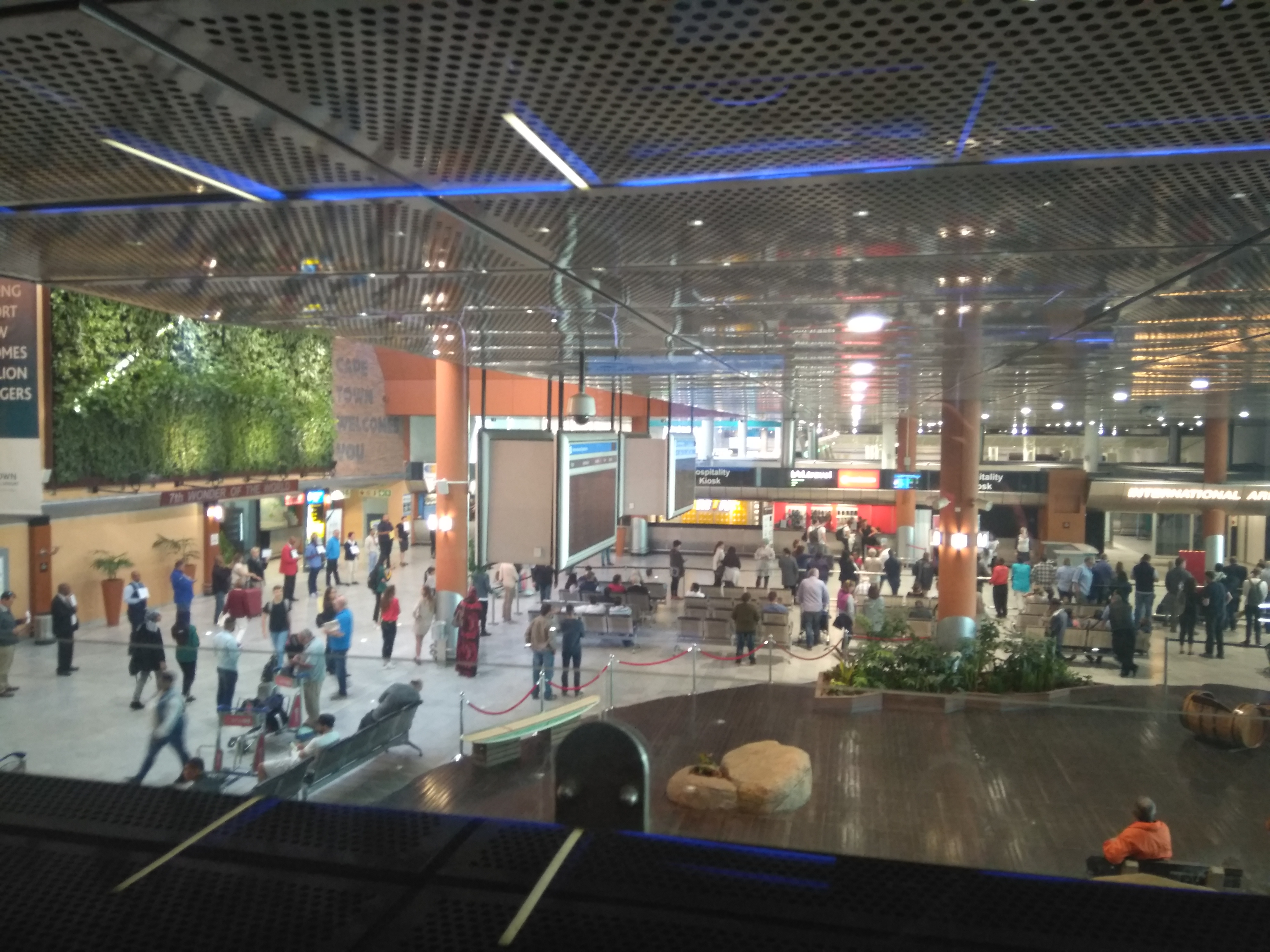
Інтер'єр поверху Міжнародних прильотів

Під час підготовки до Чемпіонату світу з футболу 2010 року міжнародний аеропорт Кейптаун було значно розширено та реконструйовано. Основною увага була приділена розбудові центральної будівлі терміналу вартістю 1,6 мільярда рандів , яка з’єднала колишні окремі внутрішні та міжнародні термінали та забезпечила спільну зону реєстрації.  Зона вильотів Центрального терміналу відкрилась в листопаді 2009 року, а вся будівля була відкрита в квітні 2010 року.
Крім завершеного проекту розширення в 2010 році, було запропоновано побудувати в аеропорту другу злітно-посадкову смугу для великих літаків, що має бути завершено до 2015 року. Однак ця друга злітно-посадкова смуга не була побудована. У травні 2015 року компанія Airports South Africa оголосила про розширення аеропорту в розмірі 7,7 мільярда рандів. Розширення включає оновлення внутрішніх і міжнародних терміналів. Розширення було відкладено на невизначений термін через зменшення кількості пасажирів через глобальну пандемію COVID-19 з 2020 року 

## Зручності

### Термінали
Аеропорт має два термінали, з’єднані між собою одним центральним терміналом.

#### Центральний вокзал
Будівля аеровокзалу має дворівневий дизайн, відправлення розташоване на верхніх поверхах, а прибуття — на нижніх; система підвищеної доріжки забезпечує автомобільний доступ до рівнів відправлення та прибуття.  Уся реєстрація відбувається в будівлі Центрального терміналу, яка містить 120 стійок реєстрації та 20 кіосків самообслуговування. Потім пасажири проходять через консолідовану зону перевірки безпеки перед розділенням. Пасажири, що летять міжнародними рейсами, прямують до північної частини аеропорту, яка є міжнародним терміналом, а пасажири, що летять до інших частин Південної Африки, прямують до південної частини аеропорту до внутрішнього терміналу.
Термінал має 10 повітряних мостів, рівномірно розподілених між внутрішнім і міжнародним використанням. Секції нижніх рівнів внутрішніх і міжнародних терміналів використовуються для перевезення пасажирів автобусом до та з дистанційно припаркованих літаків. 
Пасажири, які прибувають, збирають багаж у старих секціях відповідних терміналів, перш ніж пройти через нові проходи до нової будівлі Центрального терміналу.  Термінал містить автоматизовану систему обробки багажу, здатну обробляти 30 000 мішків на годину. 
Роздрібні торговельні точки розташовані на нижньому (прибуття) рівні терміналу біля берегової лінії, а також у зоні вильоту біля вильоту. Роздрібні торговельні точки різноманітні, включаючи служби обміну іноземної валюти, книжкові магазини, роздрібні магазини одягу, продуктові магазини, сувенірні магазини та дьюті-фрі в міжнародних відправленнях. Ресторани в будівлі терміналу розташовані на верхньому (3-му) рівні над рівнем вильоту, який включає в себе те, що нібито є найбільшим рестораном Spur на африканському континенті, на 1 080 м2 (11 600 фут2)   .  Рівень ресторану виходить на зону злітно-посадкової частини терміналу, де скляна навісна стіна відділяє відвідувачів від літаків трьома поверхами нижче. На 4-му поверсі знаходяться зали очікування аеропорту. Bidvest, а також зали очікування South African Airways можна знайти тут.

#### Міжнародний термінал
Міжнародний термінал розташований на північній стороні аеропорту. Митні та імміграційні служби, кімнати відпочинку, магазини безмитної торгівлі, ресторани, молитовні, конференц-зали, офіси авіакомпаній і каплиці розташовані в терміналі.

#### Внутрішній термінал
Розташований на південній стороні аеропорту, він має ті самі зручності, що й міжнародний термінал, за винятком послуг імміграційної служби.

### Інші зручності
На території аеропорту є два готелі: готель Verde, чотиризірковий готель, що належить Bon Hotels і визнаний «найзеленішим готелем Африки» , а інший — Road Lodge, бюджетний готель, що належить готелі City Lodge. ланцюгова група. Заклад ExecuJet розташований біля південного кінця головної злітно-посадкової смуги та обслуговує бізнес-джети. В аеропорту також є станція MyCiti BRT, яка сполучає весь Кейптаун.

## Наземний транспорт

### Автомобіль
Міжнародний аеропорт Кейптаун знаходиться приблизно в 20 кілометрах від центру міста і доступний з автомагістралі N2. До аеропорту також можна потрапити через M12, M10 і M22.
Аеропорт надає приблизно 1424 паркувальні місця в загальній зоні паркування та 1748 паркувальних місць на багатоповерховій автостоянці, розташованій біля внутрішнього терміналу.  У 2010 році відкрилася нова автостоянка, яка розташована біля міжнародного терміналу і надає додаткові 4000 паркувальних місць.  Аеропорт також пропонує послуги паркування автомобіля. 

### Громадський транспорт
Система швидкого автобусного транспорту MyCiTi забезпечує трансфер між аеропортом і автобусною станцією Civic Center у центрі міста. Автобуси відправляються кожні двадцять хвилин з 04:20-22:00.  Транспорт до/з аеропорту також забезпечується таксі з лічильником і різними приватними маршрутними компаніями. 